# Campionats del món de ciclocròs de 2014
Els Campionats del món de ciclocròs de 2014 van ser la 65a edició dels Campionats del món de ciclocròs. Les proves tingueren lloc el 1 i 2 febrer de 2014 a Hoogerheide, al municipi de Woensdrecht, als Països Baixos.

## Organització
Els Campionats del món van ser organitzats sota els auspicis de la Unió Ciclista Internacional. Va ser la setena vegada que els campionats del món s'organitzaven als Països Baixos.

## Resultats

### Homes
| Proves  | Or            | Plata                  | Bronze               |
| Elit    | Zdeněk Štybar | Sven Nys               | Kevin Pauwels        |
| Sub-23  | Wout Van Aert | Michael Vanthourenhout | Mathieu van der Poel |
| Júniors | Thijs Aerts   | Yannick Peeters        | Jelle Schuermans     |

### Dones
| Prova | Or           | Plata       | Bronze      |
| Elit  | Marianne Vos | Eva Lechner | Helen Wyman |

## Classificacions

### Cursa masculina
| Pos.   | Ciclista               | País            | Temps           |
| ------ | ---------------------- | --------------- | --------------- |
| Or     | Zdeněk Štybar          | República Txeca | 1 h 05 min 30 s |
| Argent | Sven Nys               | Bèlgica         | 12 s            |
| Bronze | Kevin Pauwels          | Bèlgica         | 40 s            |
| 4.     | Klaas Vantornout       | Bèlgica         | 58 s            |
| 5.     | Tom Meeusen            | Bèlgica         | 1 min 07 s      |
| 6.     | Lars van der Haar      | Països Baixos   | 1 min 21 s      |
| 7.     | Rob Peeters            | Bèlgica         | 1 min 42 s      |
| 8.     | Francis Mourey         | França          | 1 min 52 s      |
| 9.     | Radomír Šimůnek júnior | República Txeca | 2 min 03 s      |
| 10.    | Wietse Bosmans         | Bèlgica         | 2 min 10 s      |

### Cursa femenina
| Pos.   | Ciclista          | País          | Temps       |
| ------ | ----------------- | ------------- | ----------- |
| Or     | Marianne Vos      | Països Baixos | 39 min 25 s |
| Argent | Eva Lechner       | Itàlia        | 1 min 07 s  |
| Bronze | Helen Wyman       | Regne Unit    | 1 min 17 s  |
| 4.     | Sanne Cant        | Bèlgica       | 1 min 20 s  |
| 5.     | Nikki Harris      | Regne Unit    | 2 min 33 s  |
| 6.     | Lucie Chainel     | França        | 2 min 44 s  |
| 7.     | Loes Sels         | Bèlgica       | 2 min 47 s  |
| 8.     | Thalita de Jong   | Països Baixos | 2 min 52 s  |
| 9.     | Katherine Compton | Estats Units  | 2 min 58 s  |
| 10.    | Caroline Mani     | França        | 2 min 59 s  |

### Cursa sub-23
| Pos.   | Ciclista               | País            | Temps       |
| ------ | ---------------------- | --------------- | ----------- |
| Or     | Wout Van Aert          | Bèlgica         | 49 min 35 s |
| Argent | Michael Vanthourenhout | Bèlgica         | 50 s        |
| Bronze | Mathieu van der Poel   | Països Baixos   | 1 min 35 s  |
| 4.     | Laurens Sweeck         | Bèlgica         | 1 min 19 s  |
| 5.     | Toon Aerts             | Bèlgica         | 1 min 26 s  |
| 6.     | David van der Poel     | Països Baixos   | 2 min 09 s  |
| 7.     | David Menut            | França          | 2 min 24 s  |
| 8.     | Tomáš Paprstka         | República Txeca | 2 min 37 s  |
| 9.     | Gert-Jan Bosman        | Països Baixos   | 2 min 37 s  |
| 10.    | Gianni Vermeersch      | Bèlgica         | 2 min 44 s  |

### Cursa júnior
| Pos.   | Ciclista          | País          | Temps       |
| ------ | ----------------- | ------------- | ----------- |
| Or     | Thijs Aerts       | Bèlgica       | 45 min 55 s |
| Argent | Yannick Peeters   | Bèlgica       | 10 s        |
| Bronze | Jelle Schuermans  | Bèlgica       | 12 s        |
| 4.     | Joris Nieuwenhuis | Països Baixos | 13 s        |
| 5.     | Kobe Goossens     | Bèlgica       | 22 s        |
| 6.     | Johan Jacobs      | Suïssa        | 35 s        |
| 7.     | Eli Iserbyt       | Bèlgica       | 42 s        |
| 8.     | Yann Gras         | França        | 58 s        |
| 9.     | Sieben Wouters    | Països Baixos | 1 min 10 s  |
| 10.    | Hugo Pigeon       | França        | 1 min 19 s  |

## Medaller
| Pos. | País          | Or | Plata | Bronze | Total |
| 1    | Bèlgica       | 2  | 3     | 2      | 7     |
| 2    | Països Baixos | 1  | 0     | 1      | 2     |
| 3    | Txèquia       | 1  | 0     | 0      | 1     |
| 4    | Itàlia        | 0  | 1     | 0      | 1     |
| 5    | Regne Unit    | 0  | 0     | 1      | 1     |